# Seabourn Spirit
Le Seabourn Spirit est un paquebot de luxe exploité par Seabourn Cruise Line, filiale de Carnival Corporation & PLC. En avril 2015, le navire a quitté la flotte Seabourn et le 6 mai 2015, il a été rebaptisé Star Breeze et est entrée en service pour la Windstar Cruises.
En 2019, le navire a été "étiré". Il a été coupé en deux et une nouvelle section de 25 mètres a été insérée au milieu du navire, avec 50 nouvelles cabines, pouvant accueillir 100 passagers supplémentaires. Il a fait ses débuts en février 2020.

## Caractéristiques
Ce bateau a été construit en 1989 en Allemagne, aux chantiers Schichau-Seebeckwerft.
Ce navire fut le second de sa classe, qui comprend le Seabourn Legend et le Seabourn Pride, sister-ships du Seabourn Spirit.

## Historique
Il fut victime d'une tentative d'attaque due à la piraterie autour de la Corne de l'Afrique le 5 novembre 2005.
Le 5 novembre 2005 à 5 h 50, alors que le Seaburn Spirit était en route à 115 km au large des côtes de la Somalie avec 115 passagers, le navire est attaqué par deux vedettes pirates lancées depuis un navire-mère. Pour l'attaque, des mitrailleuses ainsi que des lance-roquettes sont utilisés contre le bateau de croisière. Les restes d'une roquette est coincée contre le mur d'une pièce et sera désarmée par des marins de l'USS Gonzalez après l'attaque. Il a été ensuite constaté qu'une seconde roquette avait rebondi sur la poupe.  Aucun passager n'a été blessé, mais le capitaine d'armes du navire, Som Bahadur Gurung a été touché par des éclats d' obus alors qu'il tentait de combattre les pillards avec un dispositif acoustique à longue portée. L'appareil sonique repoussa les pirates en projetant une puissante onde sonore.
L'officier de sécurité Michael Groves et son coéquipier britannique Som Bahadur Gurung ont été honorés pour leur bravoure par la reine Elizabeth II au palais de Buckingham le mercredi 16 mai 2007, recevant la Médaille de la bravoure de la Reine et la mention élogieuse de la Reine pour Brave conduite.
Le navire a ensuite modifié sa route vers Port Victoria aux Seychelles pour des réparations plutôt que vers Mombasa initialement prévu au Kenya. Le navire a navigué alors à Singapour et est revenu à son programme original.
Entre 2019 et 2020 au chantier Fincantieri de Palerme, le navire a été rallongé. Il a été coupé en deux et une nouvelle section de 84 pieds a été insérée au milieu, avec 50 nouvelles cabines, pouvant accueillir 100 passagers supplémentaires. Dans le même temps que cette jumboïsation, le navire a été rénové dans son ensemble. Les travaux se sont achevés en novembre 2020. Ses deux sister-ships Star Pride et Star Legend ont connu la même modification.

## Galerie

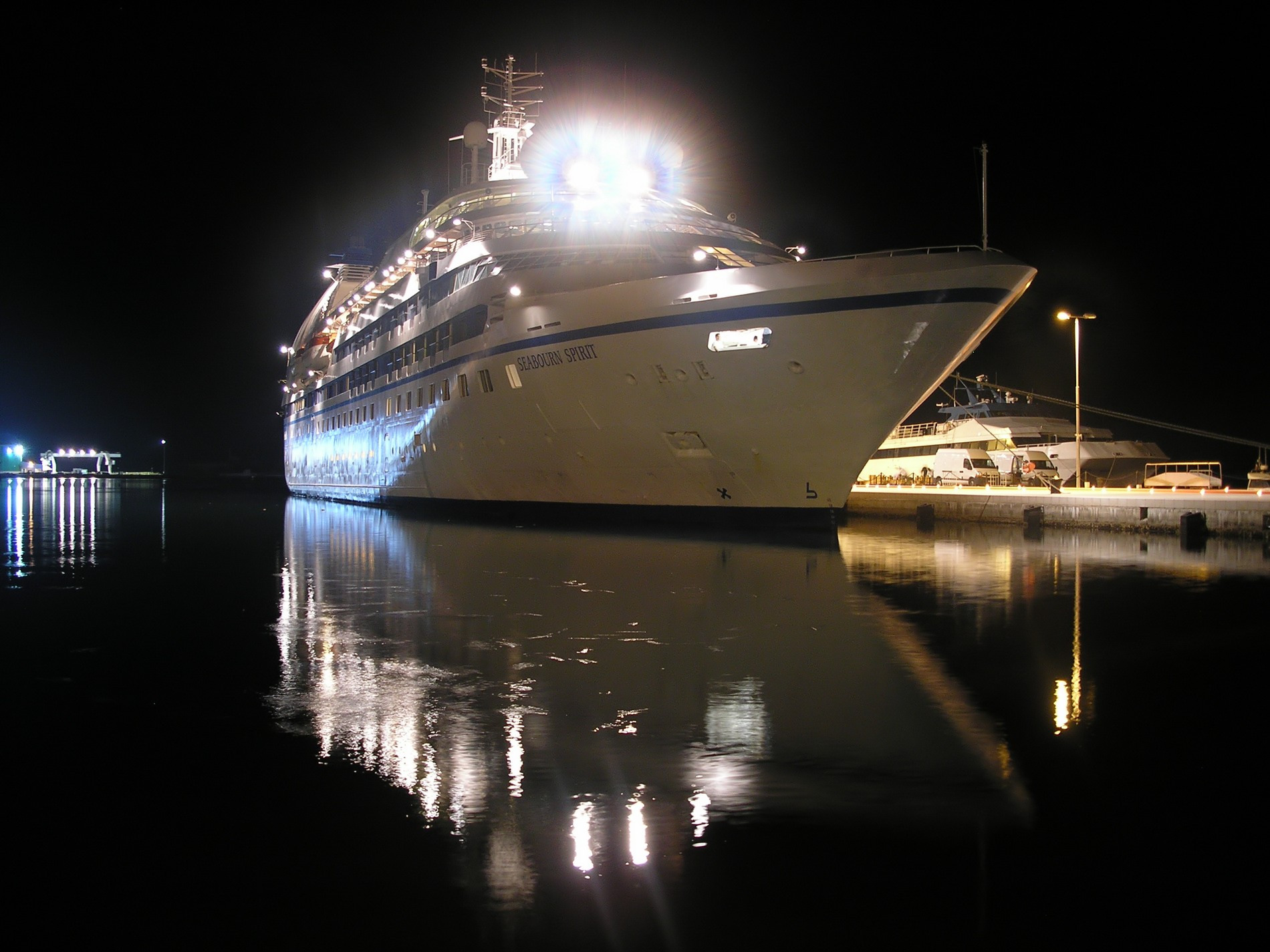
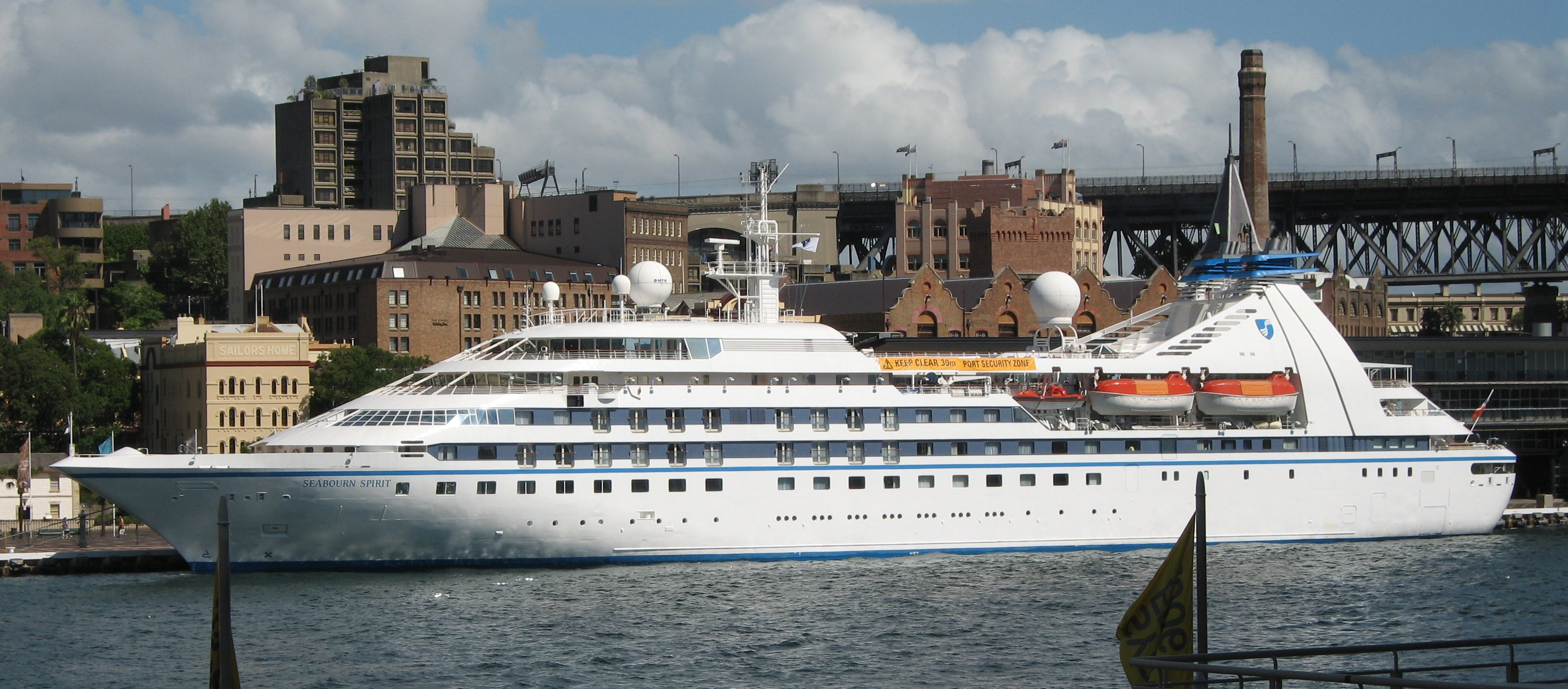
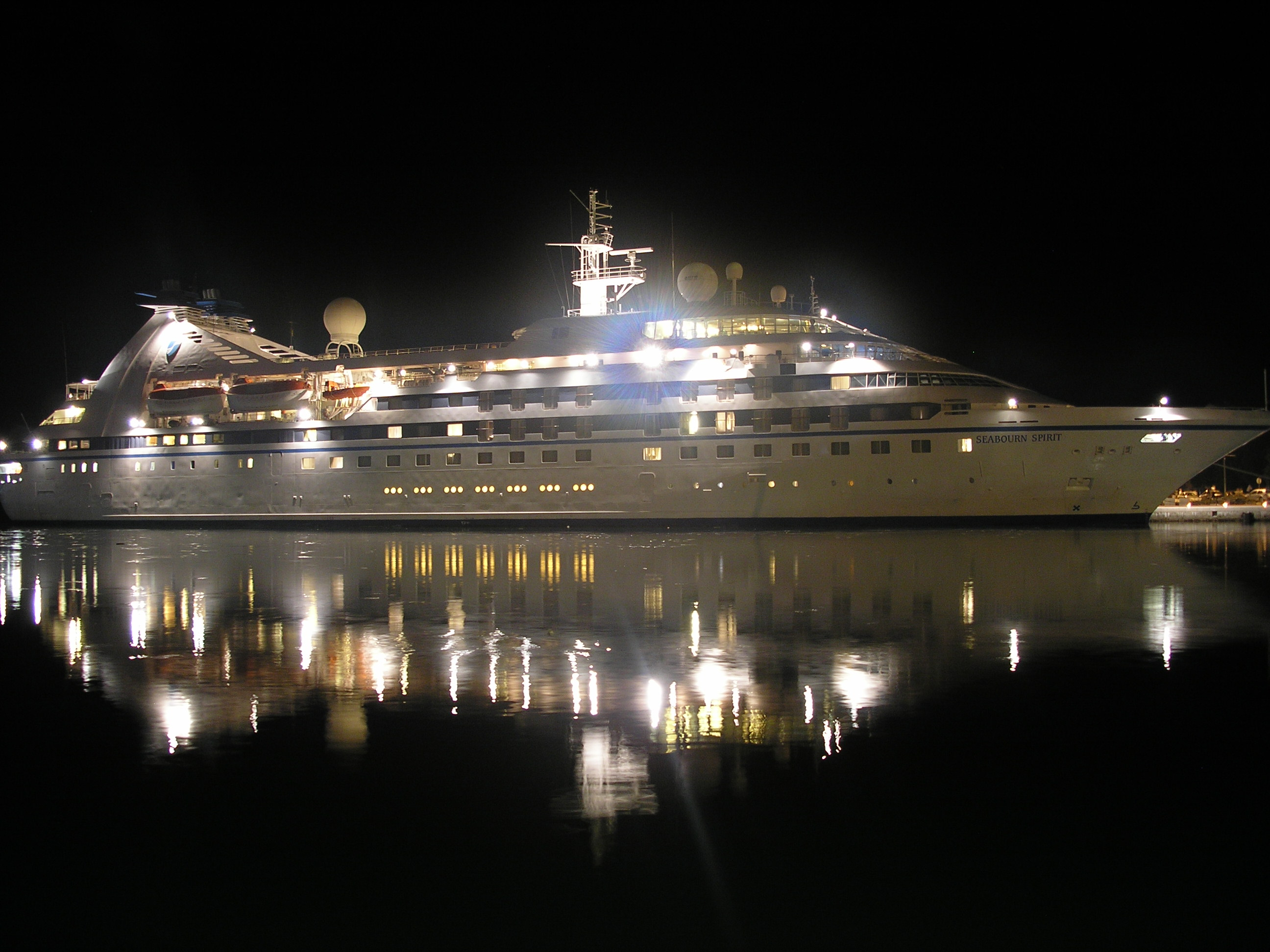
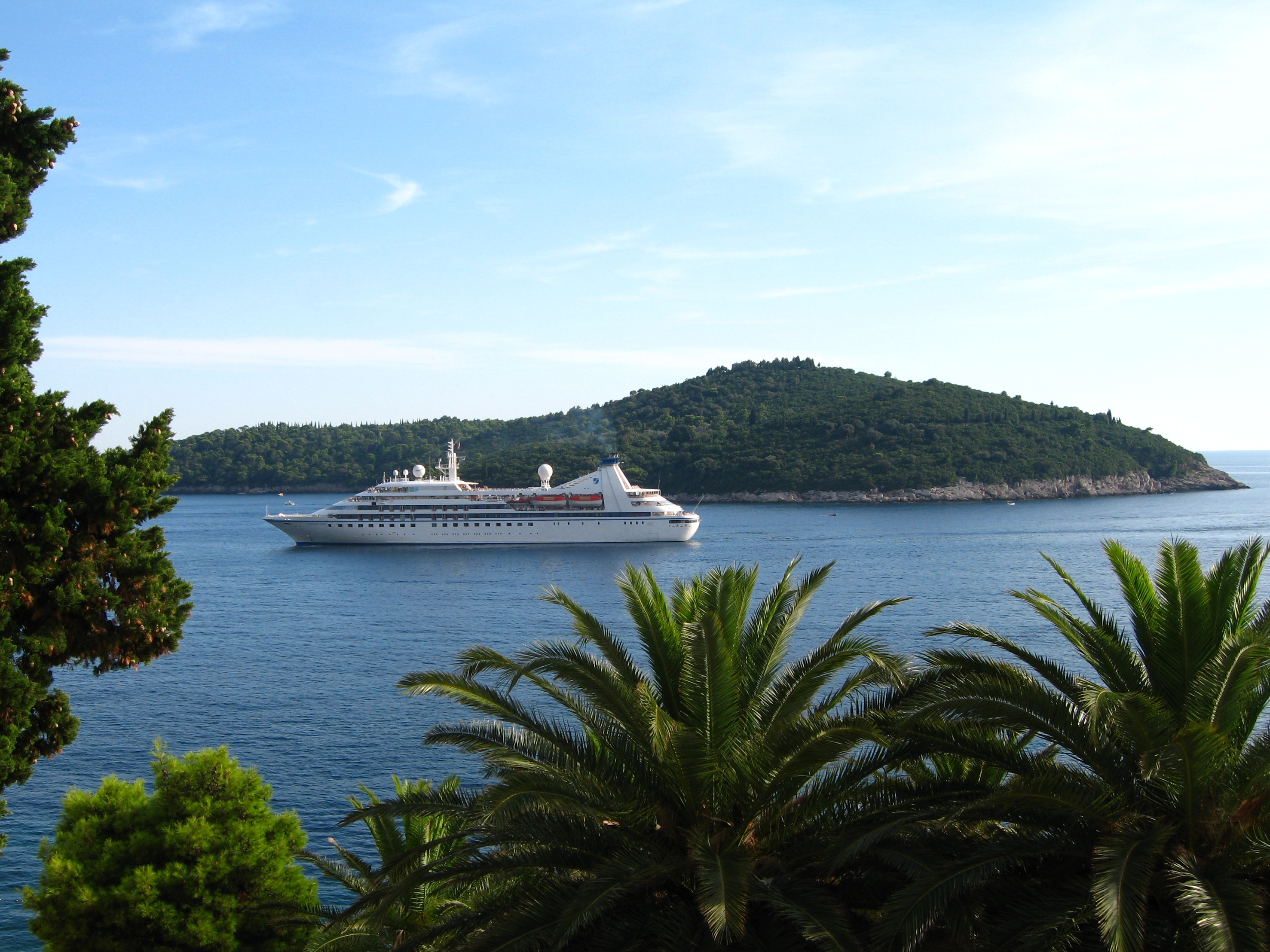
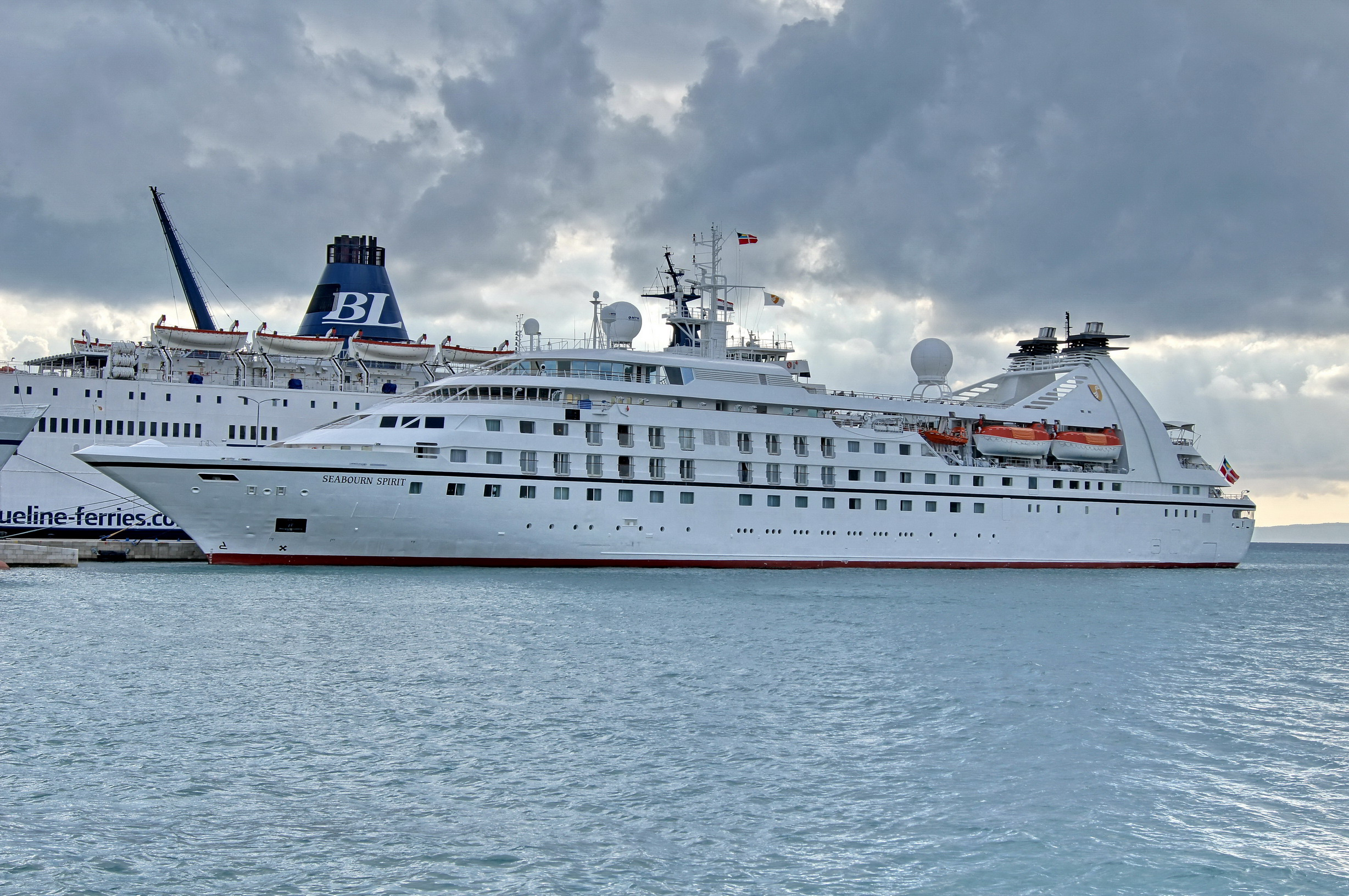